# Xu Yuanyuan

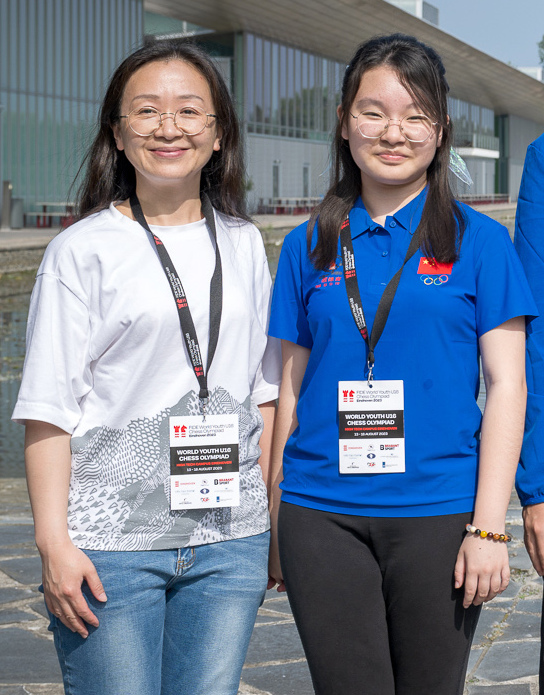
Xu Yuanyuan mit ihrer Tochter Lu Miaoyi (2023)

Xu Yuanyuan (chinesisch 徐媛媛; * 8. März 1981 in Hefei) ist eine chinesische Schachspielerin. Sie ist seit 2003 Großmeister der Frauen (WGM).

## Erfolge
Im Oktober 1997 wurde sie in Jerewan Jugendweltmeisterin der Altersklasse U16 weiblich. Im Jahr 2000 gewann sie in Jerewan im Tigran Petrosjan Schachhaus die U20-Schachweltmeisterschaft für die weibliche Jugend des Weltschachverbandes FIDE mit großem Abstand und einem Ergebnis von 11 aus 13. Sie startete mit sieben Siegen, verlor dann in der 8. Runde, fand aber danach wieder zu ihrer überragenden Form bei diesem Turnier. Im Juli 2003 gewann sie das Zonenturnier der Frauen in Yongchuan. Sie wurde chinesische Fraueneinzelmeisterin im November 2003 in Shanwei, im November 2004 in Lanzhou bei der folgenden chinesischen Fraueneinzelmeisterschaft wurde sie Dritte. Die erste Austragung der chinesischen Mannschaftsmeisterschaft gewann sie 2005 mit den Beijing Patriots.
Mit den schwarzen Figuren spielt sie gerne die Caro-Kann-Verteidigung.
Xu Yuanyuan ist eine offizielle Repräsentantin des AIGO-Schacherfinders. AIGO ist eine Schachart mit zwei zusätzlichen traditionell chinesischen Figuren in Form einer Kanone. Der Name AIGO ist ein Produktname der chinesischen Unterhaltungselektronikfirma Beijing Huaqi Information Digital Technology Co., Ltd., welche diese Variante des Schachspieles sponsert.
Ihre Elo-Zahl liegt bei 2292 (Stand: Februar 2024), ihre beste Elo-Zahl erreichte sie im Januar 2001 mit 2437. Damals führte sie die Weltrangliste U20 weiblich an und war 25. der Damenweltrangliste.
Xu Yuanyuan ist die Mutter von Lu Miaoyi, die ebenfalls den Titel einer Frauengroßmeisterin (WGM) trägt, sowie den Titel Internationaler Meister (IM).